# Söderort
Söderort – jeden z trzech obszarów (stadsområde) gminy Sztokholm, położony na południe od centrum miasta i zaliczany do Yttre staden (Ytterstaden).
Söderort obejmuje 52 dzielnice (stadsdel), zgrupowane od 1 stycznia 2007 r. w sześciu okręgach administracyjnych (stadsdelsområde):
- Enskede-Årsta-Vantör
- Farsta
- Hägersten-Liljeholmen
- Skarpnäck
- Skärholmen
- Älvsjö

W 2014 r. Söderort liczył 343 753 mieszkańców. Jego powierzchnia wynosi 91,12 km², z czego wody stanowią 7,99 km².